# Villa Latina
Villa Latina és un comune (municipi) de la província de Frosinone, a la regió italiana del Laci, situat a uns 120 km al sud-est de Roma i a uns 40 km a l'est de Frosinone.
Villa Latina limita amb els municipis d'Atina, Picinisco, Sant'Elia Fiumerapido i Belmonte Castello.
A 1 de gener de 2019 tenia 1.203 habitants.